# The Flying Man
The Flying Man ist ein britischer animierter Kurzfilm von George Dunning aus dem Jahr 1962.

## Handlung
Ein Mann legt seine Sachen ab, springt in die Höhe und beginnt mit Schwimmbewegungen zu fliegen, wobei er in der Höhe bleibt, sich jedoch nicht vorwärts bewegt. Ein Mann mit seinem Hund erscheint. Als der Hund beginnt, die Sachen des fliegenden Mannes zu zerbeißen, hält der Fliegende in seinen Bewegungen ein und kehrt auf den Boden zurück. Er zieht seine Sachen an und geht. Zurück bleibt der Mann mit seinem Hund. Der Mann legt seinen Hut ab und versucht, es dem Fliegenden nachzumachen. Nach einem Sprung in die Luft landet er jedoch immer nur am Boden. Als der Hund beginnt, sich im Hut des Mannes zu verbeißen, nimmt der Mann den Hut an sich und setzt ihn sich mit einer kleinen Drehung auf. Er verpasst dem Hund einen Tritt und geht.

## Produktion
Der Kurzfilm The Flying Man wurde in Wasserfarben auf Glas animiert. Die sehr freien, dicken Pinselstriche, die den einzelnen Figuren kaum ein festes Aussehen haben und selbst in der Luft zu schweben scheinen, galten als innovativ und experimentell. Dunning wurde mit diesem und anderen Filmen, in denen er seine Technik noch verfeinerte (u. a. The Ladder, 1967), zu einem der führenden britischen Animatoren seiner Zeit.

## Auszeichnungen
The Flying Man gewann 1962 den Grand Prix (später Cristal d’Annecy) des Festival d’Animation Annecy.